# Renforshort
 (avril 2025).
La mise en forme du texte ne suit pas les recommandations de Wikipédia : il faut le « wikifier ».
Les points d'amélioration suivants sont les cas les plus fréquents. Le détail des points à revoir est peut-être précisé sur la page de discussion.
- Les titres sont pré-formatés par le logiciel. Ils ne sont ni en capitales, ni en gras.
- Le texte ne doit pas être écrit en capitales (les noms de famille non plus), ni en gras, ni en italique, ni en « petit »…
- Le gras n'est utilisé que pour surligner le titre de l'article dans l'introduction, une seule fois.
- L'italique est rarement utilisé : mots en langue étrangère, titres d'œuvres, noms de bateaux, etc.
- Les citations ne sont pas en italique mais en corps de texte normal. Elles sont entourées par des guillemets français : « et ».
- Les listes à puces sont à éviter, des paragraphes rédigés étant largement préférés. Les tableaux sont à réserver à la présentation de données structurées (résultats, etc.).
- Les appels de note de bas de page (petits chiffres en exposant, introduits par l'outil «  Source ») sont à placer entre la fin de phrase et le point final[comme ça].
- Les liens internes (vers d'autres articles de Wikipédia) sont à choisir avec parcimonie. Créez des liens vers des articles approfondissant le sujet. Les termes génériques sans rapport avec le sujet sont à éviter, ainsi que les répétitions de liens vers un même terme.
- Les liens externes sont à placer uniquement dans une section « Liens externes », à la fin de l'article. Ces liens sont à choisir avec parcimonie suivant les règles définies. Si un lien sert de source à l'article, son insertion dans le texte est à faire par les notes de bas de page.
- La présentation des références doit suivre les conventions bibliographiques. Il est recommandé d'utiliser les modèles {{Ouvrage}}, {{Chapitre}}, {{Article}}, {{Lien web}} et/ou {{Bibliographie}}. Le mode d'édition visuel peut mettre en forme automatiquement les références.
- Insérer une infobox (cadre d'informations à droite) n'est pas obligatoire pour parachever la mise en page.

Pour une aide détaillée, merci de consulter Aide:Wikification.
Si vous pensez que ces points ont été résolus, vous pouvez retirer ce bandeau et améliorer la mise en forme d'un autre article.
Lauren Isenberg (née le 7 mai 2002), connue sous le nom de Renforshort (stylisé en renforshort), est une chanteuse et compositrice canadienne, originaire de Toronto. Après avoir fait ses débuts de manière indépendante en 2019 avec les singles « Waves » et « Mind Games », elle sort son premier EP, teenage angst EP, en mars 2020.

## Vie et carrière

### Biographie
Lauren Isenberg est née à Toronto. Le goût musical de ses parents l'a influencée dès son plus jeune âge et l'a exposée à des artistes tels que Billy Joel, The Velvet Underground et Nirvana. Enfant, elle remporte un concours de langue chinoise pour avoir interprété la chanson folklorique « Mo Li Hua ». Isenberg a écrit sa première chanson à 13 ans. Intitulée « Hopeless Town », elle a été produite par Nathan Ferraro du groupe canadien The Midway State. Elle a également travaillé sur plusieurs chansons à Los Angeles avec le producteur Justin Gray, mais d'après elle aucune de ces chansons n'était véritablement représentative de sa personnalité.
En 2015, elle commence à publier des reprises de chansons sur YouTube et Soundcloud. La première fut celle de la chanson « Jealous » de Labrinth. l'année suivante, Isenberg se décide à poursuivre sa passion pour le chant après s'être produite lors d'une soirée micro ouvert.
En 2016, Isenberg rencontre le producteur canadien Jeff Hazin et il devient son collaborateur. Elle continue en effet de travailler avec les mêmes co-auteurs depuis cette année-là. La même année, elle collabore avec le batteur et YouTubeur allemand Sina-Drums sur son album Chi Might.

### Débuts
Sous le surnom de Ren, Isenberg a sorti son premier single « Waves » en février 2019. Les dirigeants de Geffen Records la remarquent alors en raison de la popularité de sa chanson et organisent une réunion avec elle un mois seulement après sa sortie. Son deuxième single, « Mind Games », obtient rapidement un succès viral et en novembre, les deux morceaux avaient accumulé cinq millions de streams toutes plateformes confondues. « Mind Games » a ensuite été nommé pour le Prix de la chanson SOCAN 2019.
Le premier single d'Isenberg sous le label Geffen Records est sorti en novembre et s'intitule « IDC ». Le 13 mars 2020, Isenberg sort son premier EP, teenage angst EP et change son nom de scène pour « renforshort ». Le premier single de l'album, « I Drive Me Mad », s'inspire des expériences d'Isenberg avec l'anxiété et les crises de panique. La promotion de l'EP a été difficile, car les représentations prévues à Toronto, New York et Los Angeles ont été reportées afin d'aplanir la courbe contre la pandémie de COVID-19. Elle fait partie des premières parties de la tournée « Life on Mars » du chanteur YUNGBLUD.

### Carrière récente
Le 4 juin 2021, Ren sort un nouvel EP intitulé off saint dominique EP via le label Interscope Records. Il reçois des critiques positives de la part des médias. Le magazine britannique NME le décrit comme « une célébration d'émotions en constante évolution » et le magazine britannique Dork reconnait à l'EP un « lyrisme saisissant qui continue d'impressionner par un niveau rafraîchissant d'autoréflexion ». En janvier 2022, l'EP a dépassé les 15 millions d'écoutes sur Spotify.
Le 8 juillet 2022, l'artiste sort son premier album studio, Dear Amelia. Pour promouvoir l'album, une tournée est organisée en Amérique du Nord, puis au Royaume-Uni et en Europe. Dans cet album, elle dédie la chanson « Julian, king of manhattan » au chanteur américain Julian Casablanka.

## Style musical
La musique de Renforshort s'inspire d'artistes tels que Bob Dylan et Amy Winehouse, ainsi que de films tels que Coraline et Call Me by Your Name.
Elle s'inscrit dans le genre de la pop alternative, et de la « pop de chambre » (bedroom pop), un sous-genre du Lo-fi.

## Vie personnelle
La mère d'Isenberg est agent immobilier. Elle a trois frères.

## Discographie

### Albums studio
| Titre       | Détails                                                                                        |
| ----------- | ---------------------------------------------------------------------------------------------- |
| Dear Amélia | - Sortie : 8 juillet 2022 - Label : Interscope - Formats : Téléchargement numérique, streaming |

### EPs
| Titre                      | Détails |
| -------------------------- | --- |
| Teenage Angst EP           | - Publié le : 13 mars 2020 - Label : Geffen, Renwasn'there Inc, Interscope - Formats : Téléchargement numérique, streaming |
| Off Saint Dominique EP     | - Sortie : 4 juin 2021 - Label : Interscope - Formats : Téléchargement numérique, streaming                                |
| Clean Hands Dirty Water EP | - Sortie : 17 mai 2024 - Label : Renwasn'there Inc, Nettwerk - Formats : Téléchargement numérique, streaming               |

### Singles
| Titre                                     | Année | Album                                          |
| ----------------------------------------- | ----- | ---------------------------------------------- |
| "Waves"                                   | 2019  | Singles                                        |
| "Mind Games"                              | 2019  | Singles                                        |
| "IDC"                                     | 2019  | Teenage Angst EP                               |
| "New Way"                                 | 2020  | Teenage Angst EP                               |
| "I Drive Me Mad"                          | 2020  | Teenage Angst EP                               |
| "Fuck, I Luv My Friends"                  | 2020  | Singles                                        |
| "Nostalgic (Luvsick)"                     | 2020  | Singles                                        |
| "AfterThoughts"                           | 2020  | Clouds (Music from the Disney+ Original Movie) |
| "Feel Good Inc." (featuring Mateus Asato) | 2020  | Single                                         |
| "Virtual Reality"                         | 2021  | Off Saint Dominique EP                         |
| "Exception"                               | 2021  | Off Saint Dominique EP                         |
| "Fall Apart" (featuring Glaive)           | 2021  | Off Saint Dominique EP                         |
| "Moshpit"                                 | 2022  | Dear Amelia                                    |
| "Made for You"                            | 2022  | Dear Amelia                                    |
| "Bebe"                                    | 2023  | Single                                         |
| "Serpentine"                              | 2024  | Clean Hands Dirty Water EP                     |
| "Hurt Like It Should"                     | 2024  | Clean Hands Dirty Water EP                     |
| "Buried Alive" (with PJ Harding)          | 2024  | Clean Hands Dirty Water EP                     |
| "Buried Alive, Again" (with Wrabel)       | 2024  | Singles                                        |
| "On My Way!"                              | 2024  | Singles                                        |

### Apparitions d'invités
| Titre                                   | Année | Autres artistes | Album                        |
| --------------------------------------- | ----- | --------------- | ---------------------------- |
| « Doing the Wrong Thing the Right Way » | 2016  | Sina-Drums      | Chi Might                    |
| « While My Guitar Gently Weeps »        | 2017  | Sina-Drums      | Votre livre de chansons      |
| « Superstition »                        | 2018  | Sina-Drums      | Votre recueil de chansons II |
| « Dog Eat Dog »                         | 2021  | Aldn            | Serre                        |
| « Box in a Heart »                      | 2022  | The Maine       | -                            |

### Liens
- Ressources relatives à la musique :   - AllMusic
  - Last.fm
  - MusicBrainz
- The Between Albums Tour (2023) - participe à plusieurs dates en Europe de la tournée de Lauv